# 桜龍
桜龍（おうりゅう）とは、美那によって書かれたケータイ小説である。魔法のiらんどで公開され、書籍化された。9巻目「永遠の龍編」の発売時点で、サイトの累計読者数900万超だった。

## あらすじ
全国No.1チーム“紅龍”の女総長の通称“桜龍”だった過去を持つ北原絋と、美形ぞろいのチーム“白虎”のメンバーが繰り広げる、男だらけの不良校『桜嵐高校』を舞台にした学園ラブコメディ。

## 登場人物
声はドラマCD、演は舞台のキャスト。ドラマCDと舞台のキャストは大体共通している。
北原絋（きたはら ひろ）
声・演：AKIRA
元「紅龍」十二代目女総長、ケンカの強さでは誰にも負けない通称“桜龍”だったが、それを隠して桜嵐高校に転入してきた。紅龍時代は髪に赤メッシュ、目には赤のカラーコンタクトレンズを入れていた。頼りになる姉御肌だが、時々天然な面も見せる。
榊原仁（さかきばら じん）
声：斉藤壮馬 / 演：斉藤秀翼
「白虎」の総長。クールで無愛想。いつも眉間に皺がよっているけど、中身は仲間思いなのだが、気持ちを表に出すことが苦手で不器用。本人にはなかなか気持ちを分かってもらえないが、絋のことが好き。
五十嵐要（いがらし かなめ）
声：鈴木達央 / 演：越智友己
「白虎」の副総長。短気で騒がしい。ケンカ、面白いことが大好き。俺様キャラだが自覚のないツンデレ。ケンカで唯一勝てなかった仁を信頼している。
姫川由樹（ひめかわ ゆき）
声：江口拓也 / 演：田中稔彦
「白虎」の幹部。情報担当。頭が良く機械系の操作が得意。大人で落ち着いていて優しい。表情は笑顔が顔面に張り付き、常に変わらない。不思議でつかみどころがない。
東城総（とうじょう そう）
声・演：糸川耀士郎
「白虎」の幹部。一番年下だが、年の割に落ち着いており、物事において冷静で的確な判断をする。しっかり者だがその分生意気な性格。仁にだけ敬語を使うが、他の連中にはタメ口である。実は絋の弟だがみんなには隠している。
川崎俊（かわさき しゅん）
声・演：大海将一郎
「白虎」の幹部。女嫌いで、女に対しては扱いが酷い。しかし、心を許した人にはとことん尽くすし、懐く。 結構ハッキリものを言うタイプ。絋にはとことん甘えている。
泉真己（いずみ まき）
声：ルウト
ドラマCDのオリジナルキャラクター。謎の元バンドマン。音楽祭でバンド演奏をする絋と「白虎」を指導することになった。
楠達也（くすのき たつや）
演：横山真史
桜嵐高校の理事長で絋の従兄。実は「紅龍」十代目総長。周りには厳しい時もあるが、絋については小さな頃からを溺愛。愛嬌たっぷりで誰にでも愛着を持たれる存在。楽天家でチャランポランだが、いざという時には頼りになる。
利
演：馬庭良介
玉置やや
演：花奈澪

## 書籍情報
- 著：美那『桜龍』アスキーメディアワークス〈魔法のiらんど文庫〉、全9巻

1. 桜龍（上） 2010年6月25日発売、ISBN 978-4048686662
2. 桜龍（下） 2010年7月26日発売、ISBN 978-4048687058
3. 桜龍 新たな絆編（上） 2016年4月25日発売、ISBN 978-4048659581
4. 桜龍 新たな絆編（下） 2016年5月25日発売、ISBN 978-4048659598
5. 桜龍 嵐の序章編（上） 2016年12月24日発売、ISBN 978-4048925969
6. 桜龍 嵐の序章編（下） 2017年1月25日発売、ISBN 978-4048925990
7. 桜龍 孤独な龍編（上） 2017年8月25日発売、ISBN 978-4048933582
8. 桜龍 孤独な龍編（下） 2017年10月25日発売、ISBN 9784048934947
9. 桜龍 永遠の龍編　2018年3月24日発売、ISBN 978-4048937023

- 「もう逃げられない」 -アンソロジー 『最強オオカミくんのとなり。』アスキーメディアワークス〈魔法のiらんど文庫〉、全1巻　に所収

## ドラマCD
2017年3月29日にSME Recordsから発売された。ジャケットイラストは、ここかなたが担当した。

舞台と同様に、美那による書き下ろしストーリーである。

## 舞台
2017年3月31日から4月5日にかけてCBGKシブゲキ!!を会場に全9公演行われた。

ドラマCDと同様に、美那による書き下ろしストーリーとなる。

### スタッフ
- 原作 - 美那（魔法のｉらんど文庫）
- 脚色・演出・映像 - ヨリコジュン
- 脚本 - 大間華奈子
- 舞台監督 - 小川信濃
- 音響 - 志和屋邦治
- 照明 - 萱嶋亜季子
- 衣裳 - 渡邊礼子（アーク・プロジェクト）
- ヘアメイク - 木村美和子（raftel）
- 音楽 - 木村真也
- 美術 - 福田暢秀（F.A.T STUDIO）
- 制作プロデューサー - 後藤太一（ケイポイント）
- 制作 - ケイポイント
- プロデューサー - 北村かずや（ビーオネスト）
- 主催 - ビーオネスト